# Jouets Dejou
Les jouets DEJOU sont des jouets en bois, construits entre les années 1937 et 1985, à plus de 300 000 exemplaires. Leur morphologie sobre et robuste, leurs déclinaisons chromatiques, leurs grandes dimensions (de 30 à 60 cm en moyenne), les rendent aisément identifiables. Aujourd’hui, ils sont activement recherchés par les collectionneurs.
De cette production, deux grandes familles se distinguent : les moyens de locomotion ou de traction industriels (camions, tracteurs, grues, etc.) et mobilier pour poupée. 

## Historique (1937–1985)

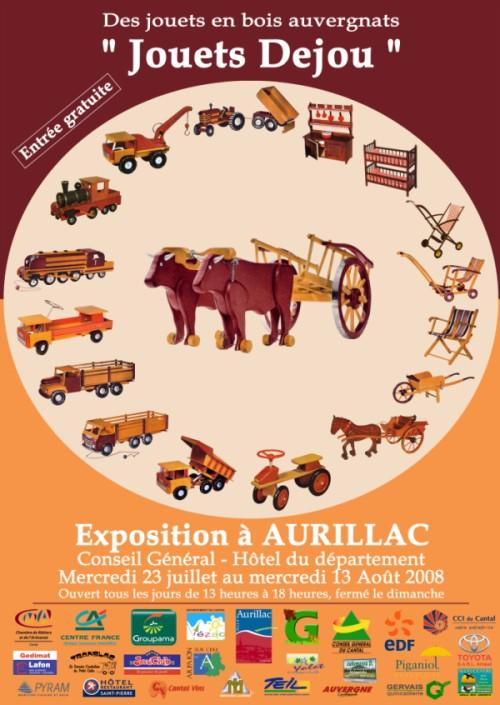
L'affiche de l'exposition 2008.

Les Établissements Dejou – Féniès & Fils & Lartigue étaient établis à Arpajon-sur-Cère, près d’Aurillac, dans le Cantal. Depuis 1872, ils produisaient des meubles et des ustensiles en bois (poignées d'ombrelle, cannes de parapluie, porte-manteaux, manches, matériel pour campeurs, tables, tableaux...). 
Vers 1935, l'entreprise réorienta une partie de sa production vers la fabrication de jouets. Selon la saison, l’entreprise modifiait ses machines pour pouvoir produire avant Noël des camions, des grues, des tracteurs etc. Après les fêtes, les Etablissements Dejou revenaient à leurs produits traditionnels.
Premier jouet fabriqué dans les années 1940, l’ « Attelage Auvergnat », un char tiré par deux bœufs, qui conduira cette reconversion saisonnière au succès, pendant plus de 30 ans.
Dejou va produire, de 1937 à 1985, plus d'une centaine de modèles de jouets différents en bois : aux débuts, charrettes fourragères, tombereaux tractés par des chevaux, auxquels succèdent camions, grues, trains, tracteurs, etc. avec, en parallèle, du mobilier pour poupées : lits, meubles, voitures, etc.
Dans les années quatre-vingt, le secteur du bois, les industries du meuble et celles du jouet traditionnel, concurrencées par les matériaux plastiques et les fabrications étrangères à moindre coût, traversent une crise sans précédent, et, en 1985, la firme Dejou est contrainte de mettre la clé sous la porte.
Une exposition d'anciens jouets s'est déroulée en 2015 à Salers.

## Caractéristiques
La plupart des jouets Dejou étaient livrés démontés, les pièces en bois de hêtre auvergnat, ciré et teinté (ocre jaune, acajou, carmin, noir) étant à assembler par l’acheteur au moyen d’un système de vissage simple.
Si les modèles des origines sont presque tous entièrement réalisés en bois, des baguettes d’aluminium font leur apparition dans la production des années 1960 et 1970 (pour les calandres, le treillis des grues, les volants…).
L’esthétique de ces jouets simples et solides mais aussi réalistes, soucieux du détail vrai, sera banalisée par une simplification extrême dans les années 1980, un appauvrissement stylistique dénaturant le cachet équilibré des débuts.

Camions Dejou
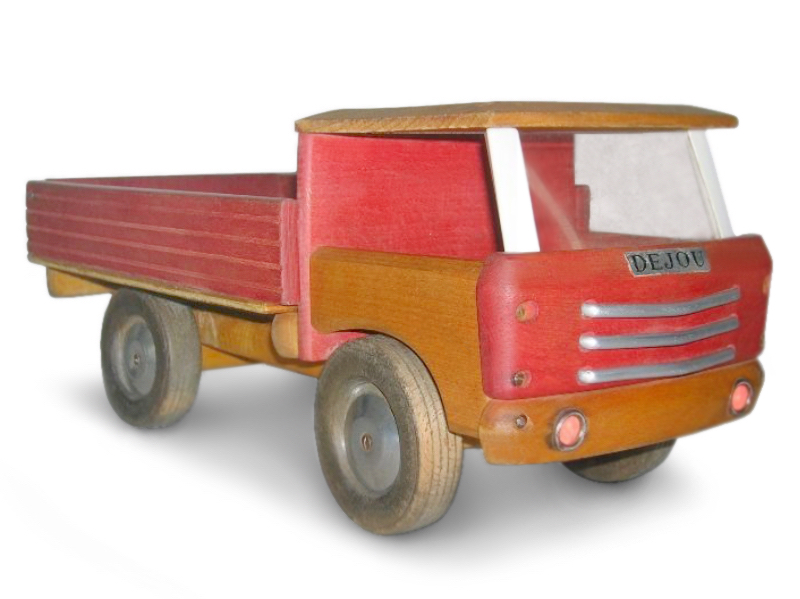
Camion plateau Dejou de 40 cm, fabriqué au début des années 1970.
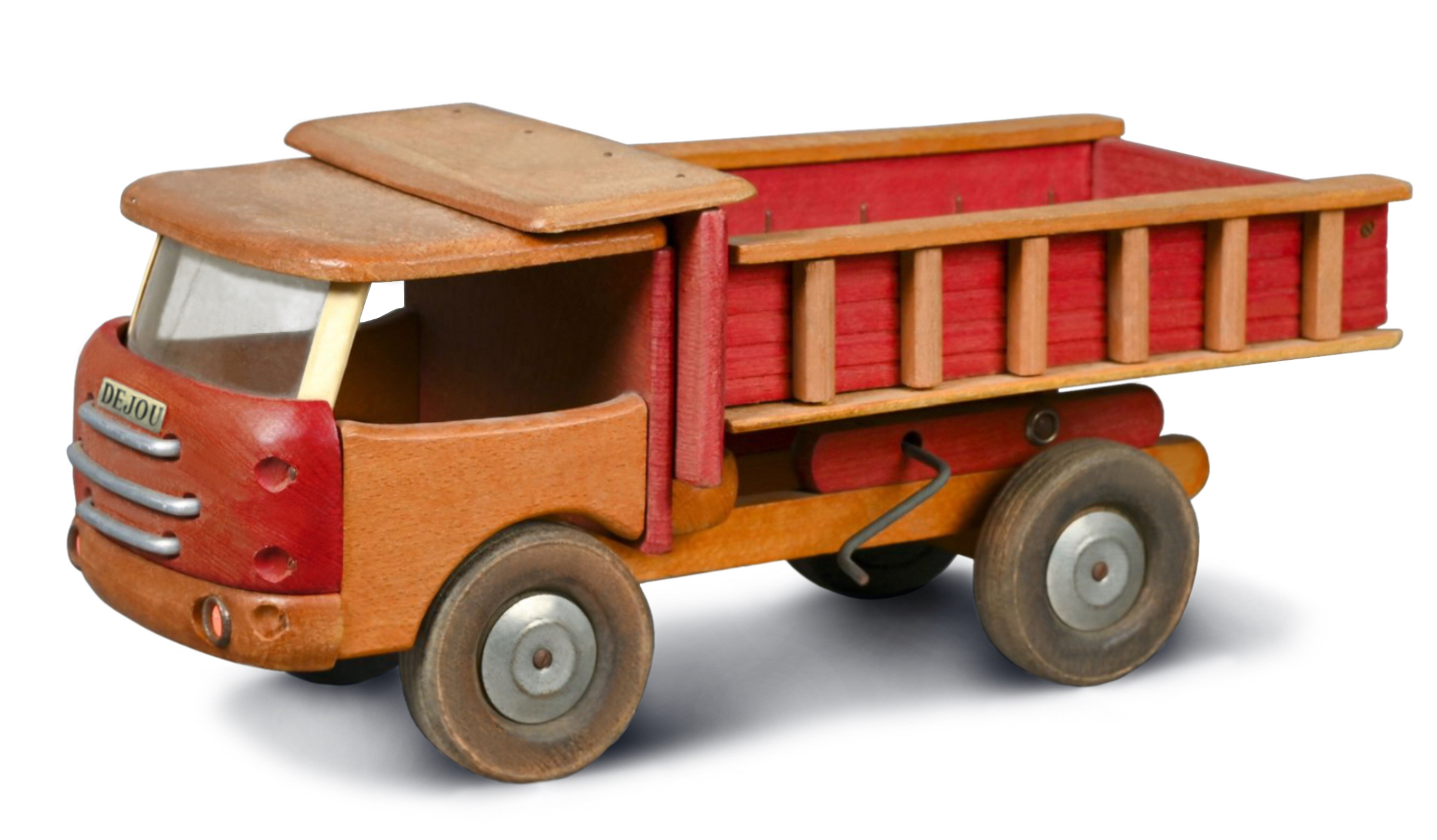
Camion avec benne basculante, fabriqué dans les années 1960.
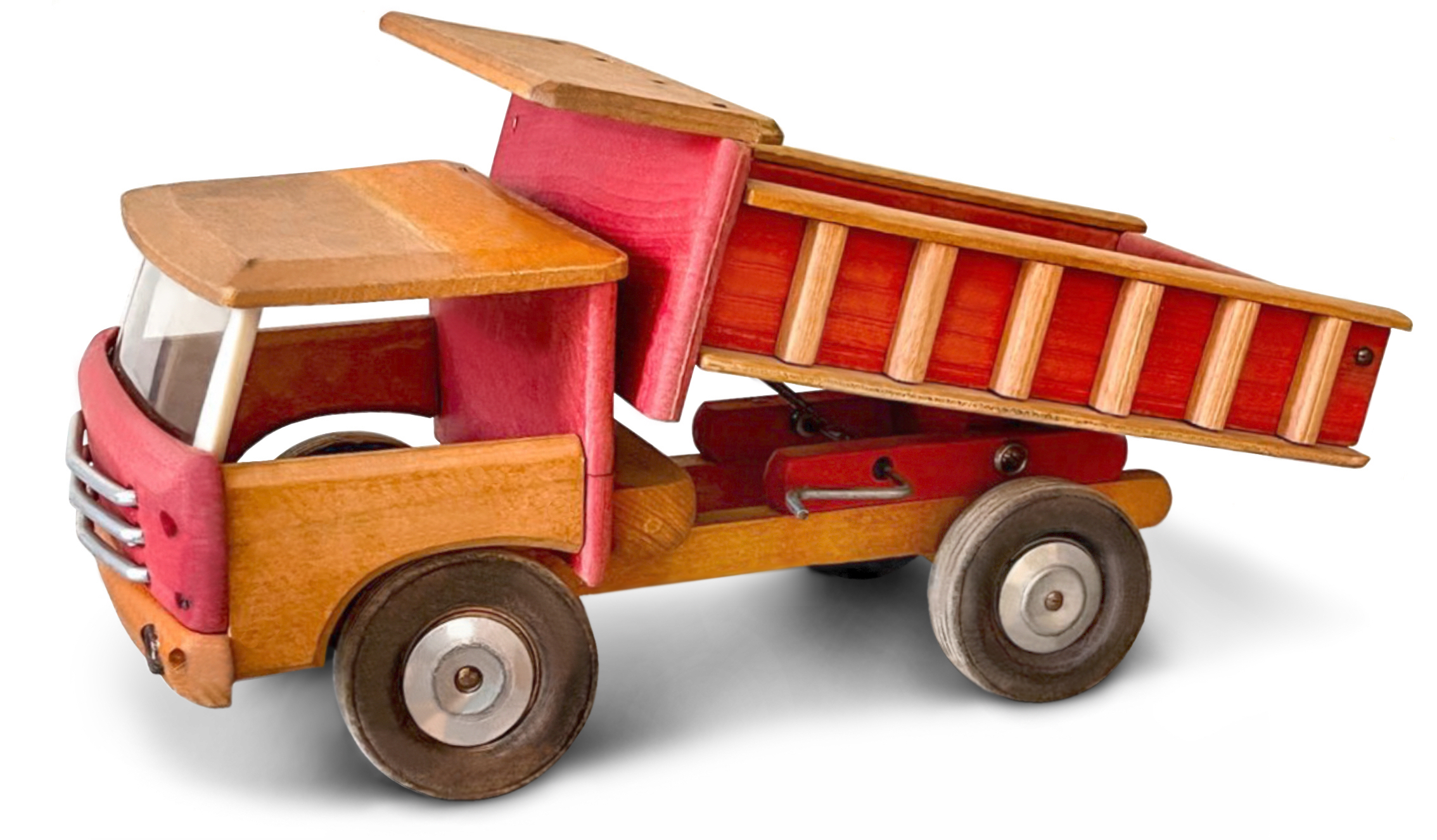
Camion à benne basculante, fabriqué dans les années 1960/1970.